# Ioan D. Popescu (avocat)
Ioan D. Popescu (n. 21 iunie 1914, Horodnicul de Sus - d. 5 februarie 1988, Rădăuți) a fost un avocat român, ofițer în Jandarmeria română, comandant al Chesturii Municipiului Tiraspol. În calitatea sa de ofițer, a salvat viața mai multor mii de evrei, o recunoaștere a meritelor sale eroice este și prezența numelui său în Muzeul Yad Vașem din Israel. În aripa dreaptă a muzeului, aripă consacrată omagierii celor care au ajutat și salvat multe vieți de evrei, stă scris: Căpitan Popescu D. Ioan, fost comandant al Chesturii Municipiului Tiraspol, în prezent, avocat în orașul Rădăuți, România.

## Viața
Tatăl său a participat la luptele din primul război mondial și a murit înainte ca fiul să împlinească 1 an. Este crescut de mamă într-un spirit de muncă, dreptate, demnitate, aspecte care îi vor marca viața și îl vor influența în momentele de cumpănă din viața sa. Datorită stării materiale precare, obține o bursă care-i permite să studieze la Liceul Internat din Coțmani, județul Cernăuți. Urmează apoi Facultatea de Drept din București (1938) după care se înscrie la cursurile Școlii de ofițeri de jandarmi, pe care le absolvă în 1939. În școala militară îl are ca profesor pe colonelul Atanasie Mitric de la care primește o educație dreaptă și umanistă. Cuvintele acestuia, rostite cu diferite ocazii, îi vor călăuzii pașii în momentele grele din viața și cariera sa de militar: „Să aplicați întotdeauna legea, dar să știți că legea fără omenie nu face două parale; este un corp fără suflet, așa că să nu răpiți libertatea oamenilor. Mai bine să se plimbe liberi 10 vinovați decât să arestați un nevinovat.” 
Data de 22 iunie 1941, data intrării României în război, îl găsește la Batalionul 5 Jandarmi, deplasat la Bârlad. Din acest batalion s-au format ulterior mai multe legiuni de jandarmi dislocate în Transnistria. O lună mai târziu, în 18 august ajunge cu unitatea sa în Tiraspol, unde va rămâne până în 1944. În acești 4 ani a îndeplinit diferite misiuni, pentru unele riscându-și viața, iar pe altele refuzând să le execute, punându-și în pericol atât securitate cât și cariera militară.

## Un salvator al evreilor
Una din misiunile pe care a refuzat să le ducă la îndeplinire, pentru care este omagiat și astăzi în Muzeul Yad Vașem, a fost aceea din Parcul de Cultură din Tiraspol. Unul din superiori, un inspector de jandarmi, îi ordonă căpitanului Popescu să-i mute pe cei 4.300 de evrei aflați în barăcile din Parcul de Cultură, pe malul Nistrului. Conform ordinului primit, după ce cei 4.300 de evrei vor fi fost ajunși pe malul Nistrului, trebuiau executați. Educația primită în familie, dar mai ales aceea însușită în cadrul Școlii militare din București își spune cuvântul, căpitanul refuzând să ducă la îndeplinire un astfel de ordin criminal. Chiar dacă era conștient că o astfel de decizie i-ar putea pune punct carierei sale militare, ba chiar mai mult l-ar putea costa viața (neîndeplinirea ordinelor unui superior în timp de război se pedepsea cu executarea pe loc), căpitanul rămâne ferm în decizia luată, să-i nu-i conducă spre pierire pe ce 4.300 de evrei.
Urmarea gestului temerar al căpitanului nu rămâne fără urmări, inspectorul intervine la eșaloanele superioare și propune mutarea lui Popescu de la compania de jandarmi la infanterie, la un Batalion Disciplinar din linia întâi a frontului.
Nu după mult timp, inspectorul jandarmeriei din Transnistria care îi hotărâse destinul căpitanului Popescu a fost schimbat, odată cu această schimbare, ordinul de pedepsire a insubordonării nemaifiind dus la îndeplinire. Noul inspector al jandarmeriei îl numește pe 
Ioan D. Popescu comandant al Chesturii Municipiului Tiraspol și împuternicit al guvernatorului pentru repatrierile evreilor.
În noua sa calitate Popescu își demonstrează încă o dată calitatea sa de om omenos și drept. Primele măsuri pe care le-a luat acesta în calitatea de însărcinat cu problemele repatrierii evreilor au fost: identificarea ghetourilor cu evrei din Tiraspol precum și stabilirea unor evidențe a celor care făcea parte din aceste ghetouri și a motivelor pentru care au fost trimiși în Transnistria. După realizarea acestor acțiuni, Popescu a trecut la unificarea administrativă a ghetourilor, dar și la asigurarea hranei zilnice necesare de 1.800-3.000 calorii pentru toți rezidenții acestor cartiere. Vestea acțiunilor umanitare ale românului sau răspândit cu repeziciune în întreg arealul Transnistriei, în scurt timp foarte mulți evrei stabilindu-se în aceste cartiere administrate de Popescu.